# Лемба (приток Сумыча)
Лемба — река в России, протекает по Чердынскому району Пермского края.

## Описание
Исток реки находится в 5 км юго-восточнее посёлка Чепец. Исток лежит всего в 3 км восточнее русла Камы, однако поскольку правый берег Камы здесь сложен высокими холмами, Лемба течёт не на запад, а преимущественно в восточном направлении. Устье реки находится в 12 км по левому берегу реки Сумыч. Длина реки составляет 26 км. Притоки — Дальницкая, Осиновка, Веселовская, Широковка, Чемовка (правые); Тетбуж (левый).

## Данные водного реестра
По данным государственного водного реестра России относится к Камскому бассейновому округу, водохозяйственный участок реки — Кама от водомерного поста у села Бондюг до города Березники, речной подбассейн реки — бассейны притоков Камы до впадения Белой. Речной бассейн реки — Кама.
По данным геоинформационной системы водохозяйственного районирования территории РФ, подготовленной Федеральным агентством водных ресурсов:
- Код водного объекта в государственном водном реестре — 10010100212111100003849
- Код по гидрологической изученности (ГИ) — 111100384
- Код бассейна — 10.01.01.002
- Номер тома по ГИ — 11
- Выпуск по ГИ — 1